# Eric Muller
Eric Muller (* 23. November 1914 in Neuenburg NE; † 12. März 1996 in Bern) war ein Schweizer Unternehmer der Raumfahrtindustrie.

## Leben
Eric Muller wuchs in der französischsprachigen Schweiz (Romandie) in Neuenburg NE auf. Seine Mutter stammte aus Deutschland. Er studierte während zwei Jahren Elektrotechnik an der Technischen Hochschule Stuttgart bis 1933, bevor er wegen Opposition gegen Nazi-Vorschriften diese Schule verlassen musste. Daraufhin arbeitete er in einem Radio- und Musikgeschäft in Neuenburg bis 1937. Er setzte nachher sein Studium an der École des Travaux Publics und der Ecole Central in Paris fort. Den Berufseinstieg vollzog er 1939 bei der Compagnie Française Thomson-Houston. Als die Generalmobilmachung der Schweizer Armee am 1. September 1939 verordnet wurde, musste Muller in die Schweiz zurückkehren, um seinen Militärdienst zu leisten. Er besuchte eine abgekürzte Offiziersschule und wurde 1940 stellvertretender Hauptmann einer Telegrafenkompanie (S. 42).
Während des Zweiten Weltkriegs trat er 1942 in die Firma Téléradio in Bern ein, einer Tochterfirma der Société Française Radioéléctrique (SRF). Über diese Firma wurden Geräte für den Bordfunk der von Frankreich gelieferten und später in Lizenz gefertigten Militärflugzeuge Morane-Saulnier MS.406 eingeführt. Als der Geschäftsführer unerwartet starb, konnte Muller die Leitung übernehmen und einen Aktienanteil an Téléradio erwerben. SRF verkaufte nach Kriegsende ihre Schweizer Tochterfirma Téléradio. Muller gründete 1945 die Firma Compagnie pour l'industrie Radioéléctrique (CIR). Von 1945 bis 1958 war Muller sowohl für Téléradio wie auch CIR tätig, welche 1958 fusioniert wurden. Durch die Lieferung von CSF-Radarüberwachungsgeräten für die Schweizer Armee bestand eine Abhängigkeit von der französischen Firma Thomson-CSF, welche zu Interessenskonflikten führte. Dank Vermittlung von Amiral René Bloch, Verteidigungsministerium Frankreichs in Paris, und Schweizer Unterstützern konnte Muller die Kontrolle über die Firma CIR erlangen und nach Gals umziehen. (S. 29). Es erfolgte der Einstieg in die Entwicklung und Herstellung elektronischer Geräte für die europäische Raumfahrt. Als erstes Projekt koordinierte der mutige Muller und Autodidakt als verantwortlicher Projektleiter ein schweizerisches Synchronisationssystem für die Abschussbasis der ESRO in Kiruna (European Space and Sounding Rocket Range) (S. 40). In der Folge war CIR an verschiedenen Ariane-Programmen stets in irgendeiner Form beteiligt. Später lieferte CIR Simulations- und Kontrollsysteme für das Spacelab. Als weiteres Standbein entwickelte Muller mit seinen Ingenieuren Banknotenprüf- und Zählmaschinen. Nach der Schweizerischen Nationalbank folgten weitere ausländische Zentralbanken als Auftraggeber, wobei wegen der unterschiedlichen Anforderungen individuelle Einzelentwicklungen notwendig waren. Ein weiterer wichtiger Umsatzträger wurden Stationen für den Empfang der Signale von Meteosatelliten für das Bundesamt für Meteorologie und Klimatologie zur Wetterbeobachtung. Geräte zur Messung der Sonnenenergie gehörten ebenfalls zum Produktionsprogramm der CIR.
Muller beteiligte sich 1983 an der Firma Europavia (Suisse) S. A. in Bern, wo er  Verwaltungsrat wurde. Diese Firma vertrat das französische Unternehmen Aérospatiale und vermittelte den Kauf der Super Puma-Helikopter durch die Schweizer Armee.
Um 1985 beschäftigte CIR 90 Angestellte und machte einen Umsatz von rund 10 Millionen Schweizer Franken. Für das Dorf Gals BE war CIR während Jahren ein wichtiger Arbeitgeber. Muller suchte eine Nachfolgeregelung. Der Verkauf seiner Firma CIR an die Ateliers de Vevey erfolgte 1989. Die Ateliers de Vevey waren zu jenem Zeitpunkt Teil der Omni Holding von Werner K. Rey. Aus CIR entstand 1998 die Alcatel Espace S. A.
Zum 80. Geburtstag von Muller erschien 1994 eine Festschrift mit 56 Beiträgen von Freunden und Bekannten, viele von ihnen bekannte Persönlichkeiten aus der Schweiz, Deutschland, Frankreich und Israel. In dieser Festschrift charakterisierte Georges Bernard Bridel Muller als geprägt von deutscher Strenge (Herkunft, Ausbildung), französischer Einbildungskraft (Ausbildung und Berufseinstieg),  helvetischem Sinn für das Praktikable und unternehmerischem Mut (S. 35).
Muller war verheiratet und hatte eine Tochter und zwei Söhne.

## Mitgliedschaften
- Eidgenössische beratende Kommission für die Raumfahrt (Commission consultative fédérale pour les affaires spatiales)[7]
- Vorstandsmitglied der Schweizerischen Vereinigung für Weltraumtechnik (SVWT)[2] (S. 37)
- Académie Internationale Astronautique[1]
- Vizepräsident Schweizerischen Gesellschaft für Technik und Armee (STA)[2] (S. 36)
- Wissenschaftskomitee der Université de Compiègne[2] (S. 18)
- Aufsichtsbehörde des Centre Suisse d’Essays des Composants (CSEE) als Delegierter des Kantons Neuenburg[2] (S. 24)

## Ehrungen
- 1975 + 1986: Ehrenlegion Frankreichs (Commandeur de la Légion d’Honneur)[1]
- 1984: Ehrendoktor (Dr. h. c.) der ETH Lausanne[8]
- 1990: Ehrendoktor (Dr. h. c.) der Universität Neuenburg